# Lista de filmes portugueses de 1974
Lista de filmes portugueses de longa-metragem lançados comercialmente em Portugal em 1974, nas salas de cinema.
Notas: Na secção coprodução, passando o cursor sobre a bandeira aparecerá o nome do país correspondente.
| # | Filme                             | Realização              | Género         | Estreia         | Coprodução |
| - | --------------------------------- | ----------------------- | -------------- | --------------- | ---------- |
| 1 | Derrapagem                        | Constantino Esteves     | Drama          | 27 de fevereiro | —          |
| 2 | O Mal-Amado                       | Fernando Matos Silva    | Drama          | 3 de maio       | —          |
| 3 | Malteses, Burgueses e às Vezes... | Artur Semedo            | Comédia        | 13 de abril     | —          |
| 4 | Meus Amigos                       | António da Cunha Telles | Drama          | 11 de março     | —          |
| 5 | A Promessa                        | António de Macedo       | Drama          | 21 de janeiro   | —          |
| 6 | Sofia e a Educação Sexual         | Eduardo Geada           | Drama, romance | 1 de outubro    | —          |